# Sainte-Savine

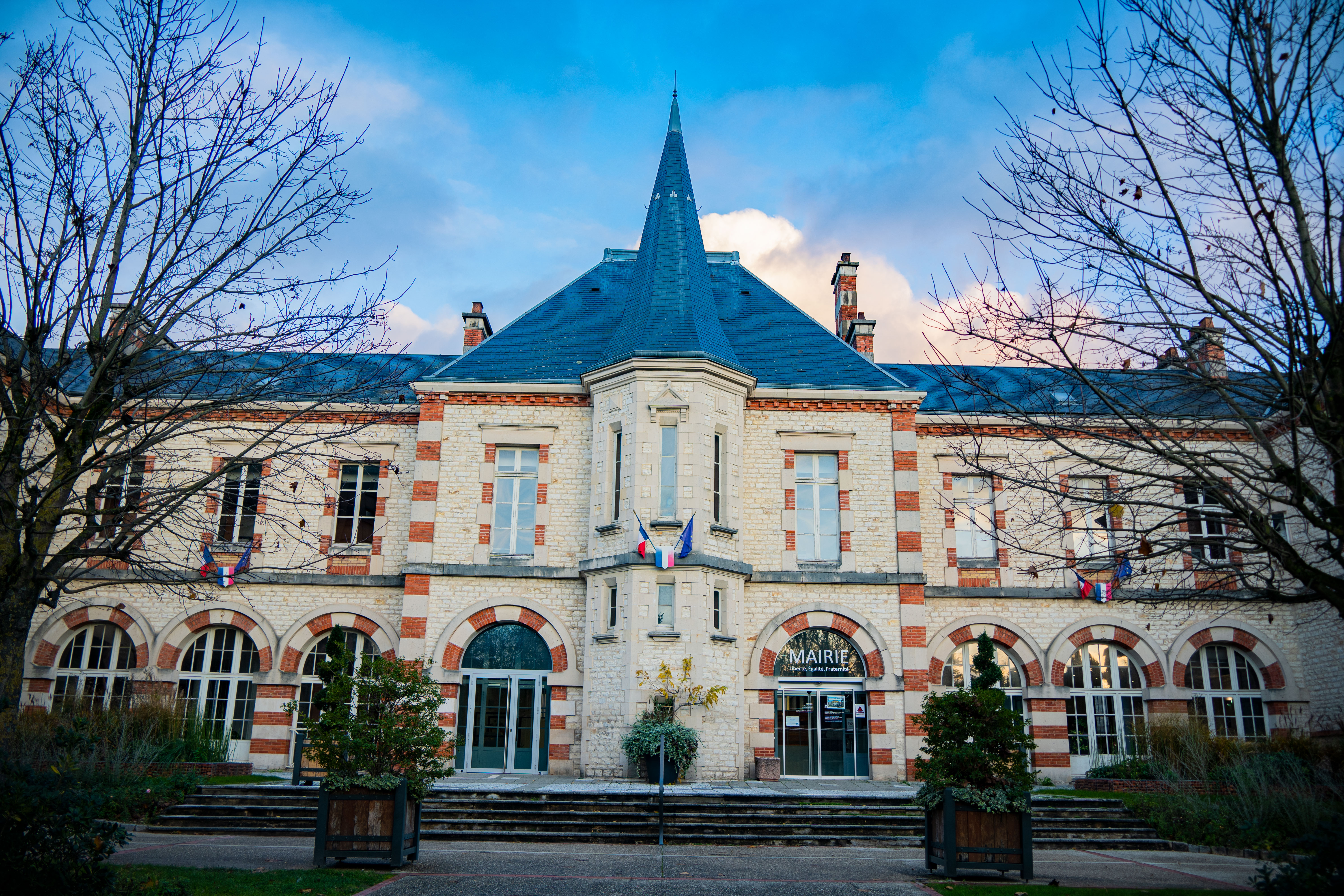
Photo de la façade de la mairie de Sainte-Savine.

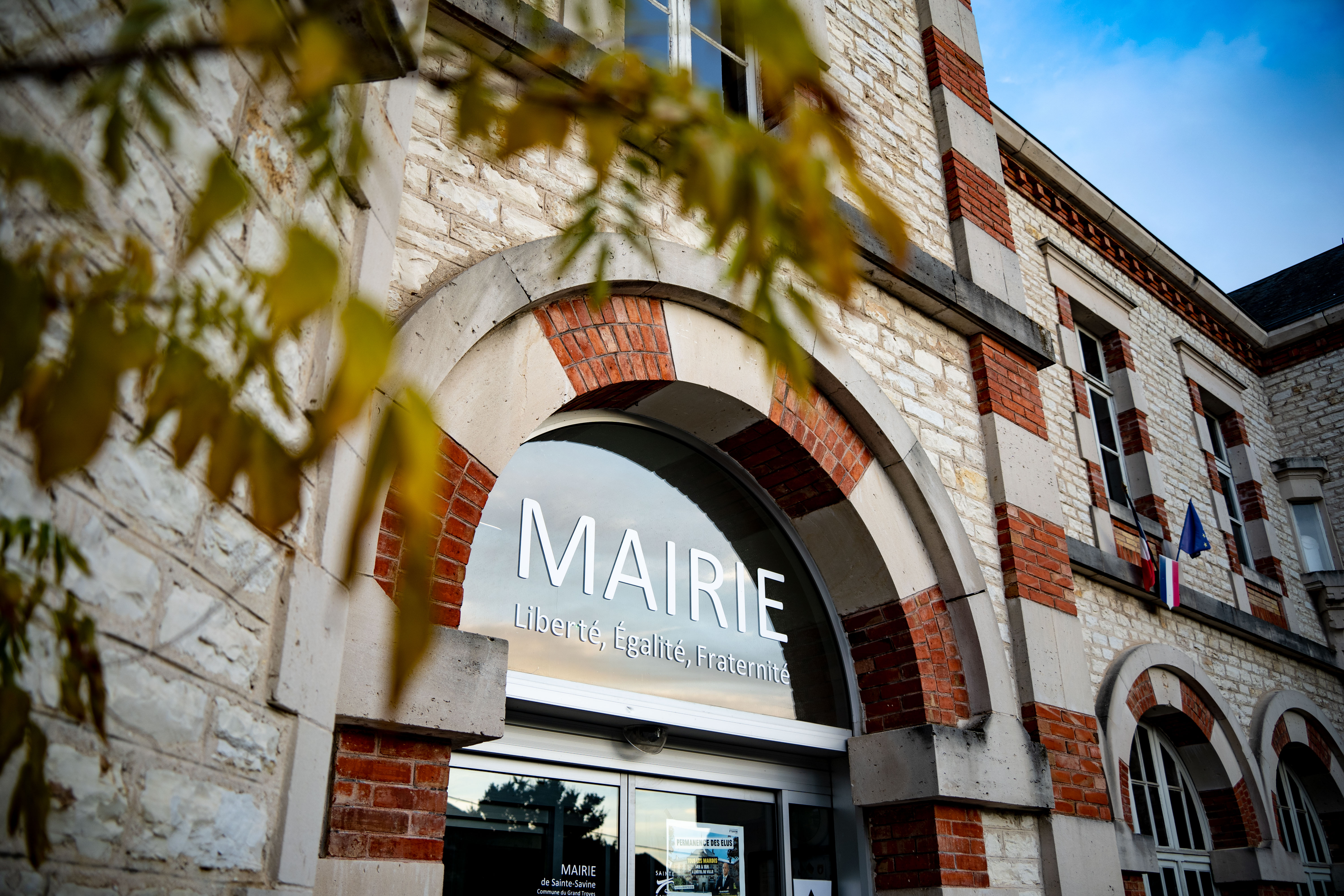
Façade d'entrée de la mairie de Sainte-Savine.

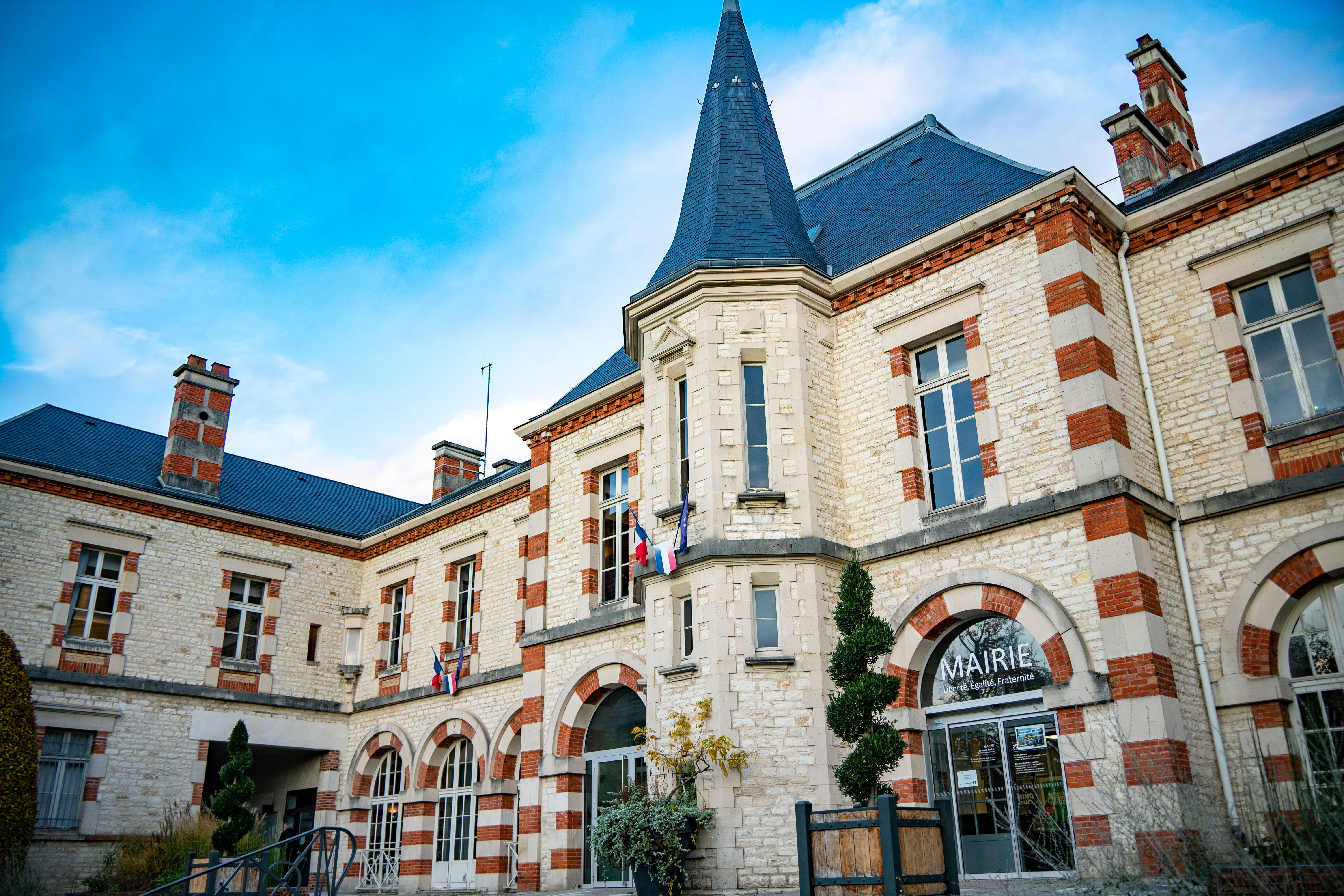
Façade de la mairie - autre vue

Sainte-Savine est une commune française, située dans le département de l’Aube en région Grand Est.

## Géographie

### Localisation
Sainte-Savine est une commune de l'aire urbaine de Troyes, à l'ouest de la ville dont elle est limitrophe. Elle située dans la vallée de la Seine dans la partie méridionale de la Champagne crayeuse. C'est la cinquième commune de l'Aube par sa population après Troyes, Romilly-sur-Seine, la Chapelle-Saint-Luc et Saint-André-les-Vergers ; et la quatrième de l'agglomération troyenne (CAT) qui compte 130 000 habitants en 2012.

### Communes limitrophes
| La Chapelle-Saint-Luc | La Chapelle-Saint-Luc | Les Noës-près-Troyes    |
| Torvilliers           | Sainte-Savine         | Troyes                  |
| La Rivière-de-Corps   | La Rivière-de-Corps   | Saint-André-les-Vergers |

### Géologie et relief
La superficie de la commune est de 755 hectares ; son altitude varie entre 106 et 150 mètres.

### Hydrographie
La commune est dans la région hydrographique « la Seine de sa source au confluent de l'Oise (exclu) » au sein du bassin Seine-Normandie. Elle est drainée par la Vienne, le Fossé 01 de la commune de Saint-André-les-Vergers et la Vieille Vienne,.

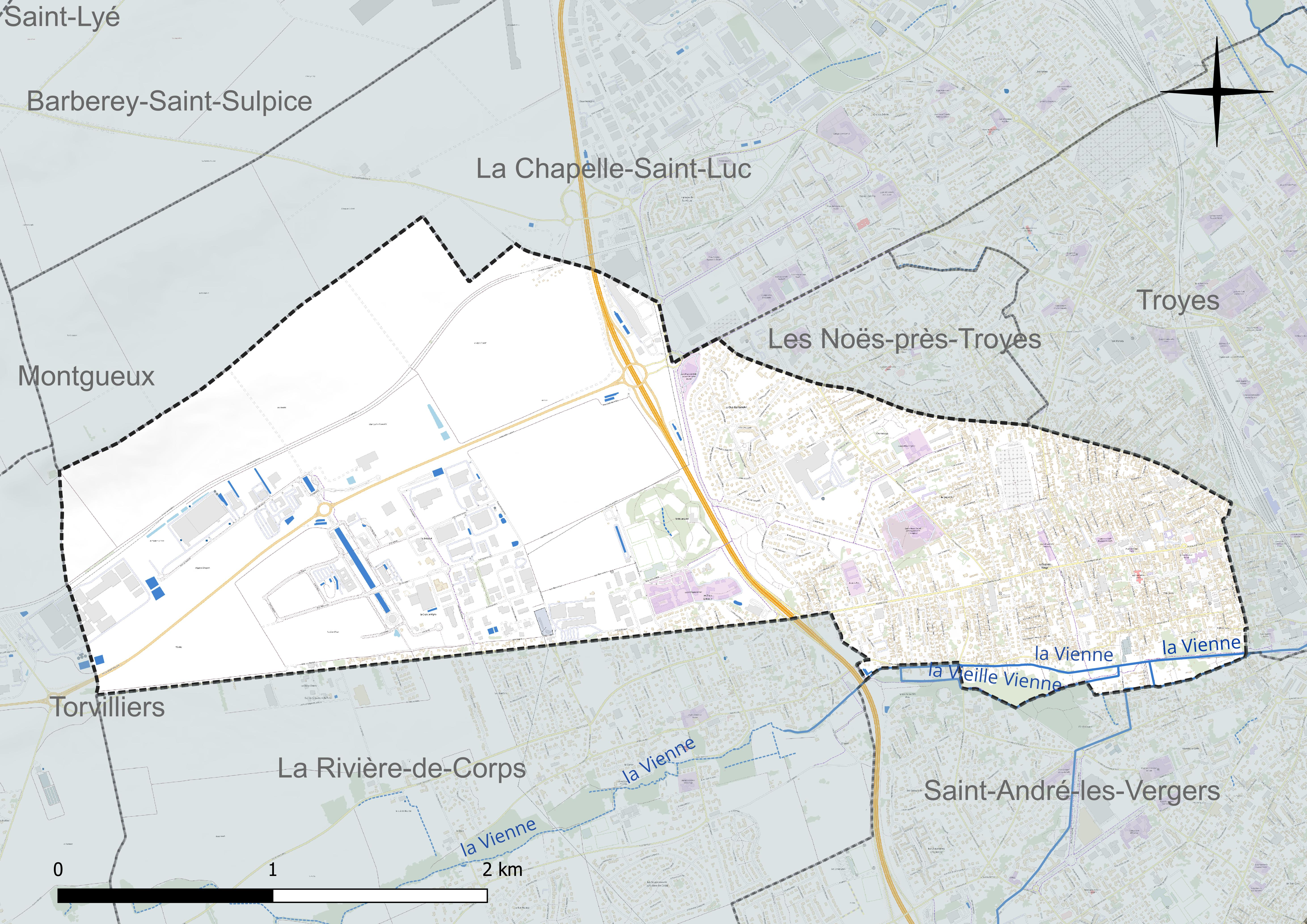
Réseau hydrographique de Sainte-Savine.

### Climat
Pour des articles plus généraux, voir Climat du Grand Est et Climat de l'Aube.
En 2010, le climat de la commune est de type climat océanique dégradé des plaines du Centre et du Nord, selon une étude du Centre national de la recherche scientifique s'appuyant sur une série de données couvrant la période 1971-2000. En 2020, Météo-France publie une typologie des climats de la France métropolitaine dans laquelle la commune est exposée à un climat océanique altéré et est dans une zone de transition entre les régions climatiques « Nord-est du bassin Parisien » et « Lorraine, plateau de Langres, Morvan ». 
Pour la période 1971-2000, la température annuelle moyenne est de 10,5 °C, avec une amplitude thermique annuelle de 15,9 °C. Le cumul annuel moyen de précipitations est de 701 mm, avec 11,5 jours de précipitations en janvier et 7,8 jours en juillet. Pour la période 1991-2020, la température moyenne annuelle observée sur la station météorologique de Météo-France la plus proche, « Troyes-Barberey », sur la commune de Barberey-Saint-Sulpice à 5 km à vol d'oiseau, est de 11,3 °C et le cumul annuel moyen de précipitations est de 644,6 mm. 
La température maximale relevée sur cette station est de 41,8 °C, atteinte le 25 juillet 2019 ; la température minimale est de −23 °C, atteinte le 17 janvier 1985,,. 
| Mois                                  | jan.           | fév.             | mars           | avril         | mai           | juin           | jui.           | août          | sep.          | oct.            | nov.             | déc.           | année     |
| ------------------------------------- | -------------- | ---------------- | -------------- | ------------- | ------------- | -------------- | -------------- | ------------- | ------------- | --------------- | ---------------- | -------------- | --------- |
| Température minimale moyenne (°C)     | 0,5            | 0,3              | 2,2            | 4,2           | 8,1           | 11,3           | 13,4           | 13,2          | 9,8           | 7,2             | 3,5              | 1,3            | 6,3       |
| Température moyenne (°C)              | 3,6            | 4,3              | 7,4            | 10,2          | 14            | 17,4           | 19,8           | 19,6          | 15,7          | 11,9            | 7,1              | 4,3            | 11,3      |
| Température maximale moyenne (°C)     | 6,8            | 8,2              | 12,5           | 16,2          | 19,9          | 23,5           | 26,2           | 26            | 21,6          | 16,6            | 10,6             | 7,4            | 16,3      |
| Record de froid (°C) date du record   | −23 17.01.1985 | −17,6 25.02.1986 | −15,4 01.03.05 | −6,2 09.04.03 | −2 01.05.1984 | 0,4 05.06.1991 | 3,1 04.07.1984 | 3 31.08.1986  | −0,4 29.09.02 | −7 31.10.1985   | −11,1 24.11.1998 | −18 31.12.1985 | −23 1985  |
| Record de chaleur (°C) date du record | 16,2 30.01.02  | 22,1 27.02.19    | 26,1 31.03.21  | 29,2 19.04.18 | 33,3 28.05.17 | 38,4 18.06.22  | 41,8 25.07.19  | 40,6 12.08.03 | 35 14.09.20   | 30,3 01.10.1985 | 23 02.11.20      | 19 03.12.1985  | 41,8 2019 |
| Ensoleillement (h)                    | 631            | 904              | 1 483          | 190           | 2 164         | 2 308          | 2 422          | 232           | 1 857         | 1 254           | 698              | 574            | 18 514    |
| Précipitations (mm)                   | 48,2           | 44,2             | 45,9           | 48,3          | 64,9          | 52,4           | 56,4           | 53,9          | 52,4          | 63,8            | 55,3             | 58,9           | 644,6     |

| Diagramme climatique                                  |            |             |             |             |              |              |            |             |             |             |            |
| J                                                     | F          | M           | A           | M           | J            | J            | A          | S           | O           | N           | D          |
| 6,80,548,2                                            | 8,20,344,2 | 12,52,245,9 | 16,24,248,3 | 19,98,164,9 | 23,511,352,4 | 26,213,456,4 | 2613,253,9 | 21,69,852,4 | 16,67,263,8 | 10,63,555,3 | 7,41,358,9 |
| Moyennes : • Temp. maxi et mini °C • Précipitation mm |            |             |             |             |              |              |            |             |             |             |            |

Les paramètres climatiques de la commune ont été estimés pour le milieu du siècle (2041-2070) selon différents scénarios d'émission de gaz à effet de serre à partir des nouvelles projections climatiques de référence DRIAS-2020. Ils sont consultables sur un site dédié publié par Météo-France en novembre 2022.

### Voies de communication et transports

#### Accès routier
Le territoire de la commune est traversé par la RN 60 qui relie Orléans à Troyes en passant par Montargis et Sens. Pour rejoindre la commune, il faut prendre la route nationale 2060 qui traverse la ville d'est en ouest et qui rejoint le centre-ville de Troyes. Elle est aussi accessible par l'A5.

#### Transport urbain
La commune est desservie par le réseau de la TCAT, équipé exclusivement d'autobus, il dessert également la ville de Troyes et les autres communes de son agglomération.

#### Réseau ferroviaire
La gare SNCF se situe à Troyes à la sortie de Sainte-Savine, juste après le pont Voltaire qui fut rénové en 2009. Elle se situe sur la ligne Paris - Mulhouse. Elle dessert le réseau TER Champagne-Ardenne et des Intercités.

#### Transport aérien
Le plus proche aéroport est celui de Troyes-Barberey situé sur la commune de Barberey-Saint-Sulpice. Les autres aéroports les plus proches sont l'aéroport de Vatry, Paris-Orly, Metz-Nancy-Lorraine et Dijon-Bourgogne.

## Urbanisme

### Typologie
Au 1er janvier 2024, Sainte-Savine est catégorisée grand centre urbain, selon la nouvelle grille communale de densité à 7 niveaux définie par l'Insee en 2022.
Elle appartient à l'unité urbaine de Troyes, une agglomération intra-départementale dont elle est une commune de la banlieue,. Par ailleurs la commune fait partie de l'aire d'attraction de Troyes, dont elle est une commune du pôle principal,. Cette aire, qui regroupe 209 communes, est catégorisée dans les aires de 200 000 à moins de 700 000 habitants,.

### Occupation des sols
L'occupation des sols de la commune, telle qu'elle ressort de la base de données européenne d’occupation biophysique des sols Corine Land Cover (CLC), est marquée par l'importance des territoires artificialisés (57,8 % en 2018), en augmentation par rapport à 1990 (40,3 %). La répartition détaillée en 2018 est la suivante : terres arables (42,2 %), zones urbanisées (40,7 %), zones industrielles ou commerciales et réseaux de communication (15,6 %), espaces verts artificialisés, non agricoles (1,5 %). L'évolution de l’occupation des sols de la commune et de ses infrastructures peut être observée sur les différentes représentations cartographiques du territoire : la carte de Cassini (XVIIIe siècle), la carte d'état-major (1820-1866) et les cartes ou photos aériennes de l'IGN pour la période actuelle (1950 à aujourd'hui).

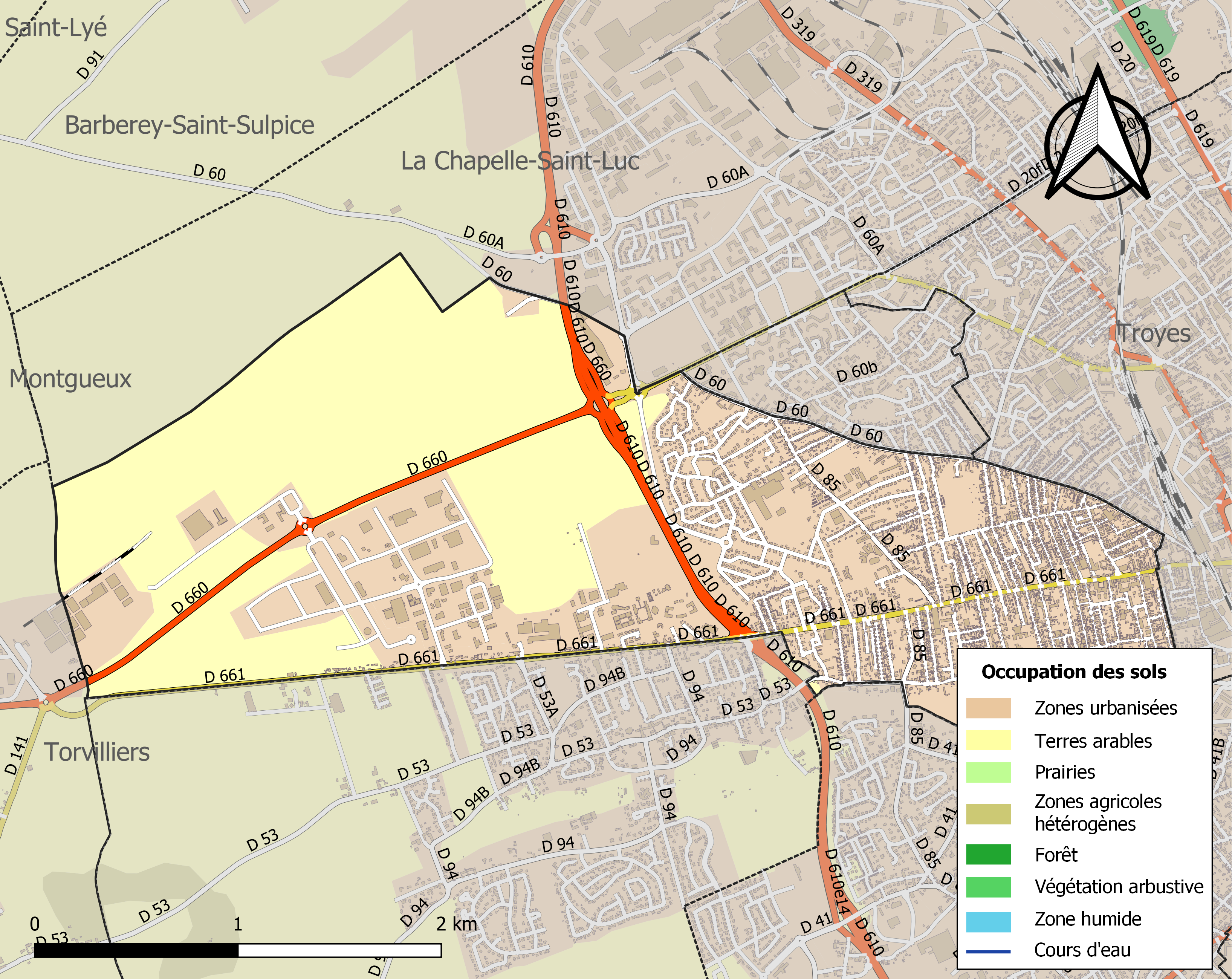
Carte des infrastructures et de l'occupation des sols de la commune en 2018 (CLC).

### Logement
En 2006, Sainte-Savine comptait 5 440 logements alors qu'elle n'en possédait que 4 543 en 1968. 93 % de ces logements sont des résidences principales dont 50,9 % sont des maisons individuelles et 48,5 % des appartements (63,3 % et 35,5 % en Champagne-Ardenne). 51,8 % sont propriétaires de leurs résidences et 46,5 % sont locataires (dans la région : 55,6 % et 42 %).
En 2004, les constructions neuves datant de 1990 et après représentaient 10,1 % des résidences principales, ce qui est légèrement en dessous de la moyenne régionale (10,4 %). Dans le cas contraire 47,6 % ont été construites avant 1949 contre 34,7 % en Champagne-Ardenne,.
On remarque qu'avec 953 logements HLM, soit 20,1 % des résidences principales (23,7 % dans la région), la ville dépasse très légèrement le taux minimum de logements sociaux pour les communes les plus impportantes fixé à 20 % par l'article 55 de la loi solidarité et renouvellement urbains (SRU) de décembre 2000. Par ailleurs, le nombre de logements vacants était faible en 2006 avec 5,2 % contre 7,1 % en Champagne-Ardenne,.
La plupart des habitations possèdent 4 pièces (27,6 %), puis 3 pièces (25,9 %), puis 5 pièces ou plus (24,4 %). Les petits logements (studios) sont minoritaires (5 %). La ville a néanmoins une sous-représentation de logements à 5 pièces ou plus par rapport à la région,.
Le confort des résidences principales n'est pas homogène. 96,7 % des logements possèdent une baignoire ou une douche, 79,2 % possèdent un chauffage central, 56,6 % ont un garage ou un parking.

## Toponymie

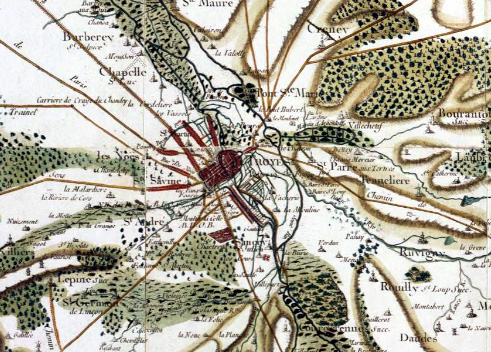
Carte de Cassini de Troyes.

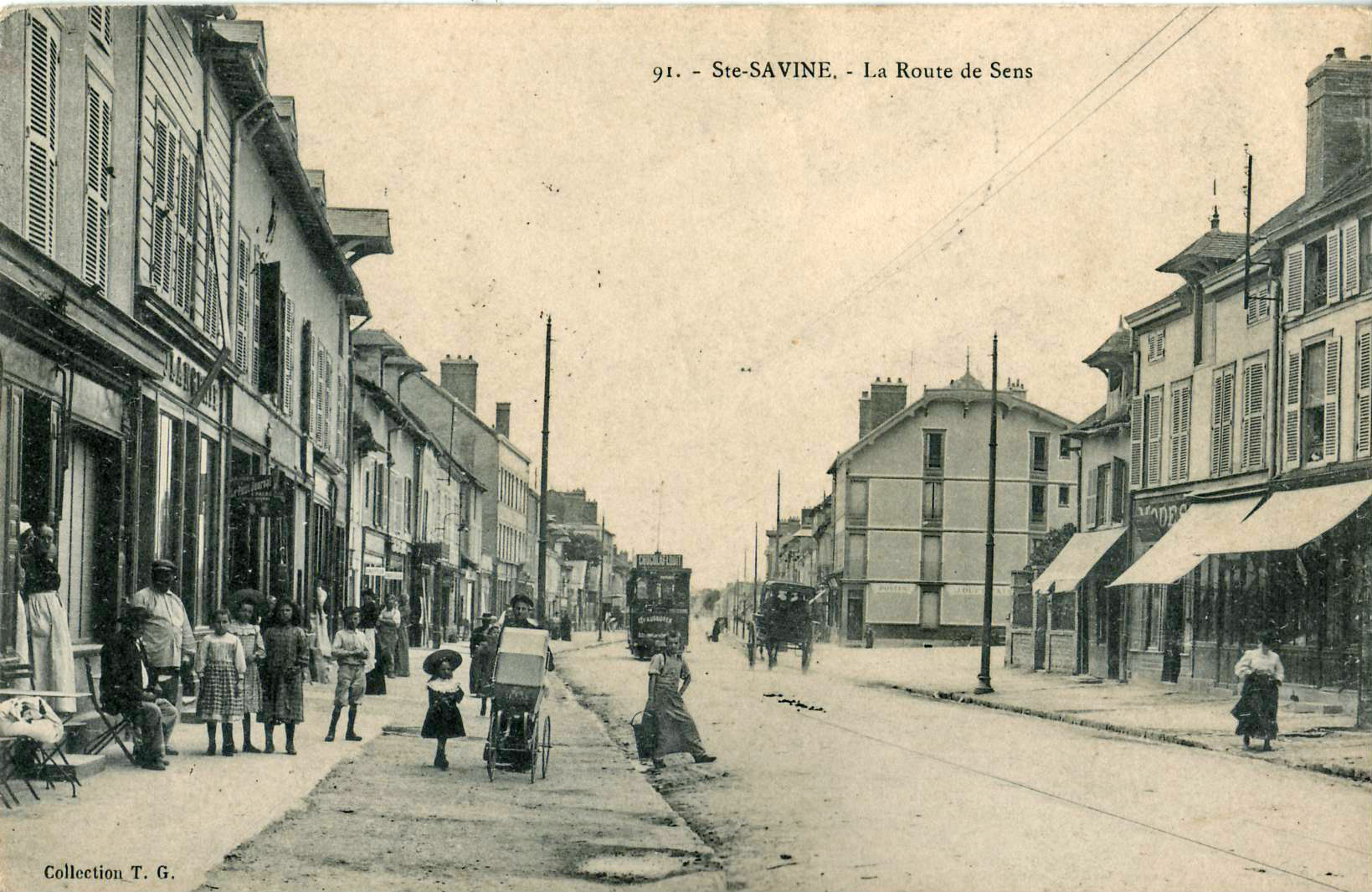
Le tramway de Troyes desservait la commune de 1899 à 1937.
On le voit ici circulant route de Sens.

Le nom vient de Sancta Sabina, une jeune grecque qui était à la recherche de son frère Savinien, venu évangéliser le peuple des Tricasses. Elle serait morte en 288 aux portes de Troyes en apprenant le martyre de son frère.

## Histoire
Durant la préhistoire, le territoire était habité par les Celtes ou Galls avant qu'ils soient refoulés par les envahisseurs désignés sous le nom de Belges.
Savinien, premier apôtre du christianisme dans le diocèse de Troyes, est un Grec venu en 271 de l'île de Samos jusqu'à Troyes, pour enseigner l'évangile.
L'empereur Aurélien qui se trouvait alors en Gaule, et qui persécutait les chrétiens, effrayé par son idolâtrie, le fit enfermer. Savinien arriva à s'enfuir en suivant la Seine et chercha refuge à Rilly. Poursuivi par les soldats, il fut rejoint dans ce village et y eut la tête tranchée le 24 janvier 275. Sa sœur Savine expira de douleur dans un autre village, qui par la suite prit le nom de Sainte-Savine et appartient aujourd'hui à la Communauté de l'agglomération troyenne (CAT).
La sépulture, ignorée jusque vers la fin du IIIe siècle, fut retrouvée par sainte Syre, une veuve du pays d'Arcis-sur-Aube (pagus Arcensis), originaire d'Irlande ou d'Écosse. Étant aveugle, elle fit un pèlerinage jusqu'au lieu où elle pensait trouver Savinien. C'est ainsi qu'elle arriva au village, guidée par un enfant à Rilly, et qu'elle recouvra la vue lorsqu'elle fut sur le lieu où saint Savinien était enterré. Ne doutant pas que Savinien venait d'opérer un miracle en sa faveur, elle creusa le sol et retrouva le corps du martyr en parfait état de conservation. Sainte Syre fit, à cet endroit, élever un tombeau pour l'ensevelir et fit également construire une chapelle. En 1540, des Guerres de religion éclatent. Les récoltes du finage de la ville en seront ravagées, les maisons incendiées, des pillards rançonneront les habitants.
Le 17 mars 1789 a eu lieu l'élection des députés à l'assemblée préliminaire du tiers état pour le bailliage de Troyes. Ils désignèrent Jean Mosme et Basile Pzyn qui devinrent maire et procureur de la commune après la Révolution.
Pendant la Première Guerre mondiale, deux hôpitaux militaires temporaires sont installés sur le territoire de la commune : l'Hôpital complémentaire n°3, dans les locaux de l'école normale d'institutrices (du 4 août au 1er novembre 1914) et l'Hôpital auxiliaire bénévole n°301 (également appelé Hôpital des dames écossaises) dans le domaine de Chanteloup (du 9 juin au 5 octobre 1915),.
Pendant la Seconde Guerre mondiale des bâtiments publics sont réquisitionnés par l’occupant : l'hôtel de ville, l'école normale d’institutrices ou encore l'école maternelle Berniolle.
Le 21 août 1944, une division SS prend position aux abords ouest de Troyes en vue de retarder l'avance alliée. Le 22 août, le réseau téléphonique de campagne reliant les batteries d'artillerie récemment installées est saboté. Le lendemain les Allemands exécutent l’auteur de cette action, Daniel Ormancey, un jeune homme de 17 ans.
Les chars américains de la 4e division blindée du général Wood (3e armée du général Patton) entrent dans la ville le 25 août.

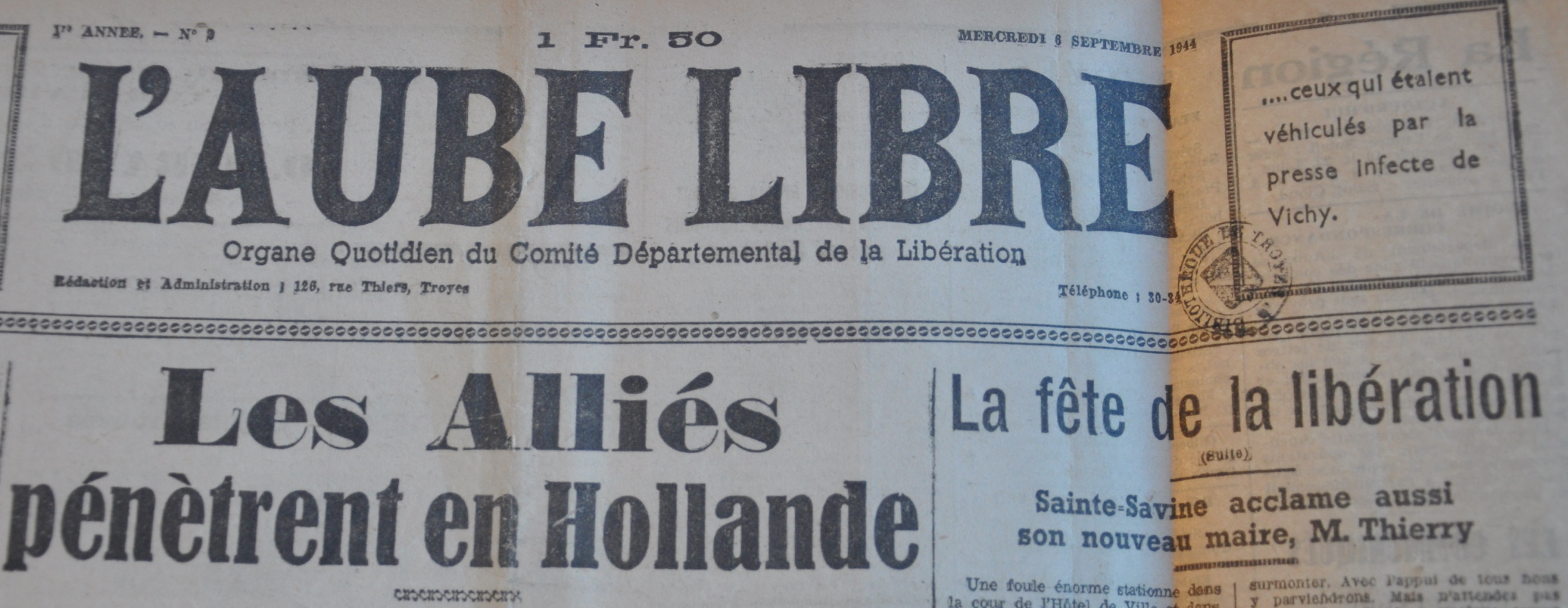
La nomination de Gabriel Thierry au poste de maire provisoire de Sainte-Savine à la une du quotidien l'Aube libre (édition du 6 septembre 1944).

Le 28 août 1944, le résistant Gabriel Thierry, alors à la tête du Comité départemental de libération clandestin, est nommé maire provisoire de la commune par le préfet René Petitbon.

## Politique et administration

### Administration municipale
Le nombre d'habitants au dernier recensement étant compris entre 10 000 et 19 999, le nombre de membres du conseil municipal est de 33.

### Jumelages
- Reichenbach an der Fils (Allemagne)

### Distinctions
- Elle est distinguée comme ville internet @@ en 2004[27].

Depuis le 10 mai 2010, elle fait partie des communes ayant reçu l’étoile verte espérantiste, distinction remise aux maires de communes recensant des locuteurs de la langue construite espéranto.

## Population et société

### Démographie
Ses habitants sont appelés les Saviniens.

#### Évolution démographique
L'évolution du nombre d'habitants est connue à travers les recensements de la population effectués dans la commune depuis 1793. Pour les communes de plus de 10 000 habitants les recensements ont lieu chaque année à la suite d'une enquête par sondage auprès d'un échantillon d'adresses représentant 8 % de leurs logements, contrairement aux autres communes qui ont un recensement réel tous les cinq ans,.

En 2022, la commune comptait 10 457 habitants, en évolution de +1,51 % par rapport à 2016 (Aube : +0,7 %, France hors Mayotte : +2,11 %).
| 1793 | 1800 | 1806 | 1821 | 1831 | 1836 | 1841 | 1846  | 1851  |
| ---- | ---- | ---- | ---- | ---- | ---- | ---- | ----- | ----- |
| 691  | 679  | 703  | 623  | 739  | 890  | 946  | 1 056 | 1 103 |

| 1856  | 1861  | 1866  | 1872  | 1876  | 1881  | 1886  | 1891  | 1896  |
| ----- | ----- | ----- | ----- | ----- | ----- | ----- | ----- | ----- |
| 1 090 | 1 326 | 1 480 | 1 920 | 2 577 | 3 802 | 4 614 | 5 253 | 5 815 |

| 1901  | 1906  | 1911  | 1921  | 1926  | 1931  | 1936   | 1946   | 1954   |
| ----- | ----- | ----- | ----- | ----- | ----- | ------ | ------ | ------ |
| 6 114 | 6 527 | 6 848 | 7 046 | 8 228 | 9 650 | 10 406 | 11 036 | 10 947 |

| 1962   | 1968   | 1975   | 1982  | 1990  | 1999   | 2006   | 2011   | 2016   |
| ------ | ------ | ------ | ----- | ----- | ------ | ------ | ------ | ------ |
| 11 864 | 11 622 | 10 561 | 9 614 | 9 495 | 10 125 | 10 442 | 10 178 | 10 301 |

| 2021   | 2022   | - | - | - | - | - | - | - |
| ------ | ------ | - | - | - | - | - | - | - |
| 10 515 | 10 457 | - | - | - | - | - | - | - |

En 1999, la ville était située au 838e rang national en population alors qu'elle n'était qu'au 873e en 1990. Son solde naturel pour la période 1990-1999 a été positif (38 habitants) ce qui la plaçait au 4593e rang. À cette même période, le solde migratoire a lui aussi été positif (592 habitants) et arrivait à la 524e place. Cela faisait une augmentation annuelle de la population de 0,7 %.

#### Pyramide des âges
La population de la commune est relativement jeune.
En 2018, le taux de personnes d'un âge inférieur à 30 ans s'élève à 33,8 %, soit en dessous de la moyenne départementale (35,2 %). À l'inverse, le taux de personnes d'âge supérieur à 60 ans est de 28,1 % la même année, alors qu'il est de 27,7 % au niveau départemental.
En 2018, la commune comptait 4 716 hommes pour 5 693 femmes, soit un taux de 54,69 % de femmes, largement supérieur au taux départemental (51,41 %).
Les pyramides des âges de la commune et du département s'établissent comme suit.
| Hommes | Classe d’âge | Femmes |
| ------ | ------------ | ------ |
| 0,5    | 90 ou +      | 2,9    |
| 6,8    | 75-89 ans    | 11,9   |
| 15,7   | 60-74 ans    | 17,6   |
| 20,2   | 45-59 ans    | 19,6   |
| 20,4   | 30-44 ans    | 16,3   |
| 18,3   | 15-29 ans    | 16,4   |
| 18,2   | 0-14 ans     | 15,3   |

| Hommes | Classe d’âge | Femmes |
| ------ | ------------ | ------ |
| 0,8    | 90 ou +      | 2,1    |
| 7,4    | 75-89 ans    | 10,2   |
| 17,4   | 60-74 ans    | 18,4   |
| 19,4   | 45-59 ans    | 19     |
| 17,8   | 30-44 ans    | 17,3   |
| 18,3   | 15-29 ans    | 15,9   |
| 19     | 0-14 ans     | 17,1   |

#### Situation matrimoniale
D'après les estimations de INSEE, la population totale de Sainte-Savine est de 10 865 habitants en 2006 pour 5 061 ménages par rapport à 1999 ou la population municipale était de 10 125 habitants et de 4 733 ménages.
Les Ménages en 1999
| Ménages de :                | 1 personne | 2 pers. | 3 pers. | 4 pers. | 5 pers. | 6 pers. ou + |
| --------------------------- | ---------- | ------- | ------- | ------- | ------- | ------------ |
| Sainte-Savine               | 38,2 %     | 32,7 %  | 14,9 %  | 10,2 %  | 2,8 %   | 1,2 %        |
| Moyenne Nationale           | 31 %       | 31,1 %  | 16,2 %  | 13,8 %  | 5,5 %   | 2,4 %        |
| Sources des données : INSEE |            |         |         |         |         |              |

### Immigration
En 2006, la population immigrée de la commune est de 583 personnes ce qui représente 5,6 % de la population. En 1999, elle était de 481 personnes. Elles venaient principalement du Portugal, du Maroc et de l'Italie.

### Sports
Le club de football de la ville est le Sainte-Savine Football qui compte environ 250 licenciés et évolue actuellement en Championnat de France Amateur 2 (CFA2).
Le club de basket de Sainte-Savine Basket évolue depuis maintenant 5 ans en Nationale Féminine 1 et a obtenu le titre de vice championne de France NF2 en 2017/1018.

## Économie

### Revenus de la population et fiscalité
En 2011, le revenu fiscal médian par ménage était de 24 648 €, ce qui plaçait Sainte-Savine au 25 416e rang parmi les 31 886 communes de plus de 49 ménages en métropole.

### Entreprises et commerces
Sainte-Savine est une commune viticole du vignoble de la Champagne, à ce titre elle est autorisée à produire ces vins : AOC Champagne et l'AOC Coteaux champenois (rouge, blanc et rosé).

## Culture locale et patrimoine

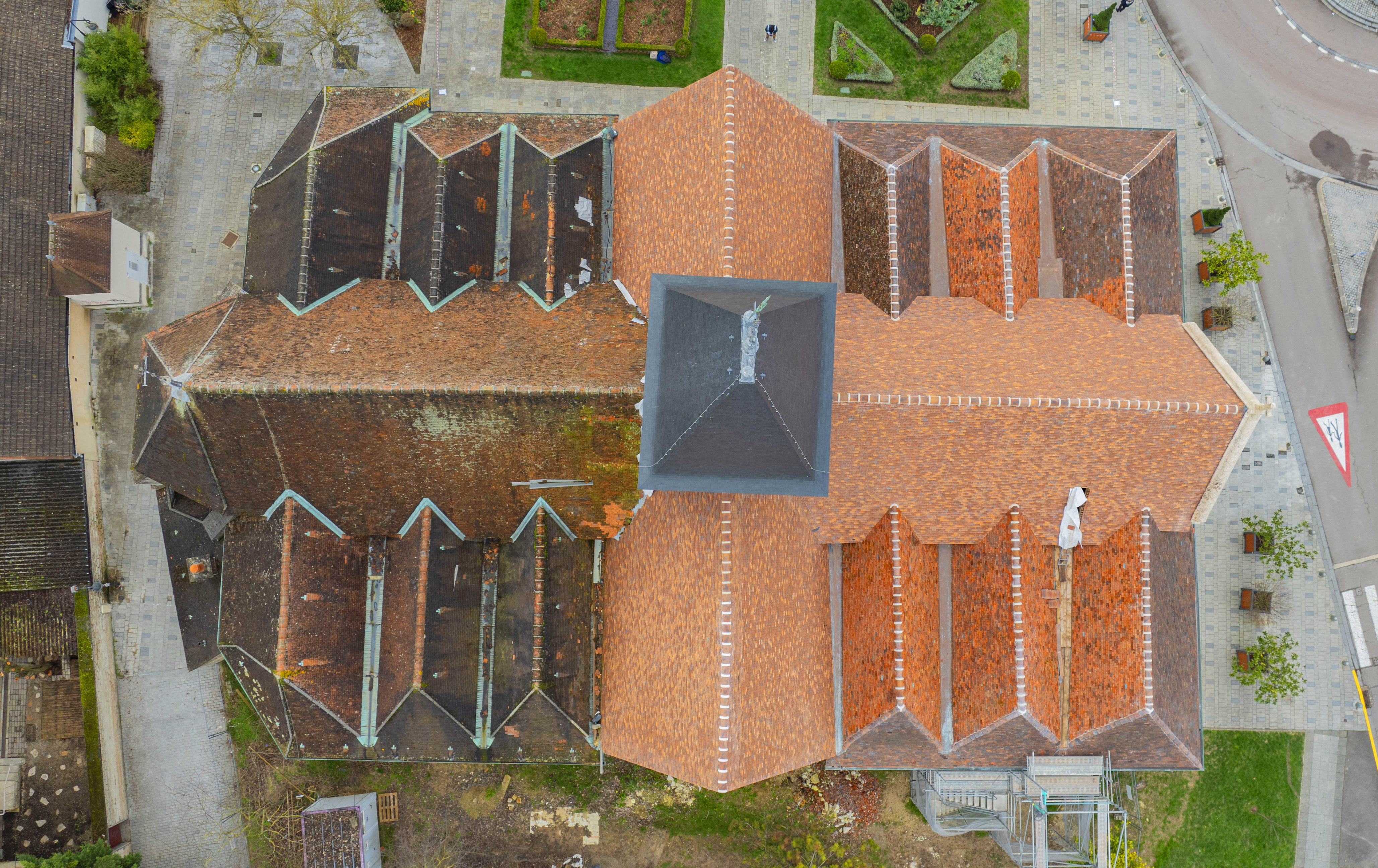
Église de Sainte-savine - Vue aérienne

### Lieux et monuments
- L'église Sainte-Savine du XVIe siècle
- Croix La Bigne
- Tumulus dit La Croix la Beigne, classé monument historique en 1965
- Maison de Chanteloup du XVIIIe siècle
- L'Hôtel de ville, construit en 1935 dans le style architectural de l'art déco, dont le bâtiment accueille également l’association « La maison pour tous ». Elle est passée sous la tutelle de la municipalité depuis le 1er janvier 2011[41].

### Espaces verts/fleurissement
Sainte-Savine a obtenu le niveau trois fleurs au concours des villes et villages fleuris en 2008.

### Sainte-Savine et la chanson
En 1966, parait la chanson À Sainte-Savine de Pierre Mac Orlan.
Le clip de la chanson "Benoît tourne toi", du groupe éponyme "Benoît" a été tourné dans la discothèque le 108, zone Savipol.

### Personnalités liées à la commune
- Jean-Charles Courtalon-Delaistre, 1735-1789, curé de la paroisse qui écrivit une histoire de la ville et du diocèse de Troyes.
- René Simon (1898-1971), acteur français, fondateur en 1925 du Cours Simon, né dans la commune.
- Émile Brachard (1899-1944), homme politique., mort dans la commune.
- Bernard Milleret, (1904-1957), dessinateur et sculpteur français, né dans la commune.
- André Eulry (1930-1980), peintre français, né dans la commune.
- Georges Guingouin (1913-2005), résistant français, a vécu dans la commune.
- Marcel Jacquinot (1893-1960), ouvrier du Livre puis professeur, déporté à Buchenwald (1944-1945)[43].
- Pierre Chevallier (historien) (1913-1998), universitaire et écrivain, a vécu dans la commune.
- Georges Jeandel (1927-1944), mécanicien résistant FFI, mort en action[44].
- André Pautras (1923-1944), boucher, résistant, exécuté sommairement près de Saint-Georges-sur-Baulche[45].

### Héraldique
| Blason de Sainte-Savine | Blason  | Tranché d'azur et d'or, à la bande d'argent brochant sur la partition, chargée de trois croisettes pattées de gueules posées à plomb, côtoyée de deux doubles cotices potencées et contre-potencées, accompagnée de deux colombes posées en barre, l'une montant vers le chef, l'autre fondant vers la pointe, le tout de l'un en l'autre. |
| Blason de Sainte-Savine | Détails | Le statut officiel du blason reste à déterminer. |